# Борисова, Елена Михайловна
Елена Михайловна Борисова (узб. Elena Mixaylovna Borisova; род. 14 апреля 1955, Ташкент, Узбекская ССР) — узбекский врач и государственный деятель, c 2020 года является депутатом законодательной палаты Олий Мажилиса Республики Узбекистан IV созыва.

## Биография
Родилась 14 апреля 1955 года, в городе Ташкент.
В 1978 году окончила Ташкентский государственный медицинский институт по специальности врач-терапевт.
С 1978 по 1985 год работала врачом-терапевтом в третьем терапевтическом отделении, а затем заведующем в первой неврологии. Также работала заместителем директора по временному лечению в Республиканском научном центре оказания скорой медицинской помощи.
С 2019 по 2020 год была кандидатом в депутаты законодательной палаты Олий Мажилиса. С 2020 года является депутатом законодательной палаты Олий Мажилиса. Является членом фракции социал-демократической партии Узбекистана «Адолат». а также является членом комитета по вопросам охраны здоровья граждан Республики Узбекистан.

## Награды
27 августа 2020 была награждена орденом «Соглом авлод учун», а также была награждена почетным званием «Ўзбекистон Республикасида хизмат кўрсатган соғлиқни сақлаш ходими».